# Saint-Aubin-lès-Elbeuf
Saint-Aubin-lès-Elbeuf település Franciaországban, Seine-Maritime megyében. Lakosainak száma 8429 fő (2022. január 1.). Saint-Aubin-lès-Elbeuf Caudebec-lès-Elbeuf, Cléon, Elbeuf, Freneuse, Orival és Saint-Pierre-lès-Elbeuf községekkel határos.

## Népesség
A település népessége az elmúlt években az alábbi módon változott:
| Lakosok száma | 8167 | 8175 | 8263 | 8309 | 8277 | 8429 | 8428 | 8428 | 8429 |
|               | 2013 | 2015 | 2016 | 2017 | 2018 | 2019 | 2020 | 2021 | 2022 |